# Beurs van Berlage
Il Beurs van Berlage è l'edificio che ospitava la Borsa di Amsterdam, progettato e costruito a partire dal 1895 dall'architetto Hendrik Petrus Berlage.

## La storia ed il programma
La costruzione della borsa della capitale dei Paesi Bassi fu oggetto di un concorso nel 1883 al quale Berlage partecipa presentando un primo progetto in stile neofiammingo che non vincerà però la gara.
Ciononostante sarà proprio lo stesso architetto ad assumere nel 1895 la direzione dei lavori già iniziati modificando radicalmente il progetto approvato. Per la nuova costruzione erano richieste, oltre a tre grandi sale per le borse (merci, cereali e valori), degli uffici, una nuova posta ed un ristorante. Gli intenti nella costruzione del nuovo edificio non erano puramente utilitari ma anche fortemente rappresentativi.

## Il progetto
Berlage sceglie per la Borsa una soluzione del tutto eclettica che permette alla nuova architettura di rapportarsi tanto all'architettura della tradizione olandese già richiamata nel progetto del concorso, sia all'architettura a lui contemporanea rappresentata dall'adiacente nuova stazione ferroviaria recentemente inaugurata.

### La pianta
L'edificio è costruito su un terreno trapezoidale stretto e lungo in cui gli ambienti sono distribuiti in maniera semplice e razionale. L'ingresso dietro la facciata principale è accostato da una serie di ambienti di servizio accessori alla prima grande sala dedicata alla Borsa che, come le altre due sale, alle quali la prima è collegata con dei veri e propri passaggi coperti da volte in ferro e vetro, prevedono un'altezza doppia. Una seconda fascia di servizi centrale che ospita il ristorante e la posta divide la prima borsa dalle altre due mentre lungo tutto il perimetro corrono gli ambienti adibiti ad uffici.

### Le facciate

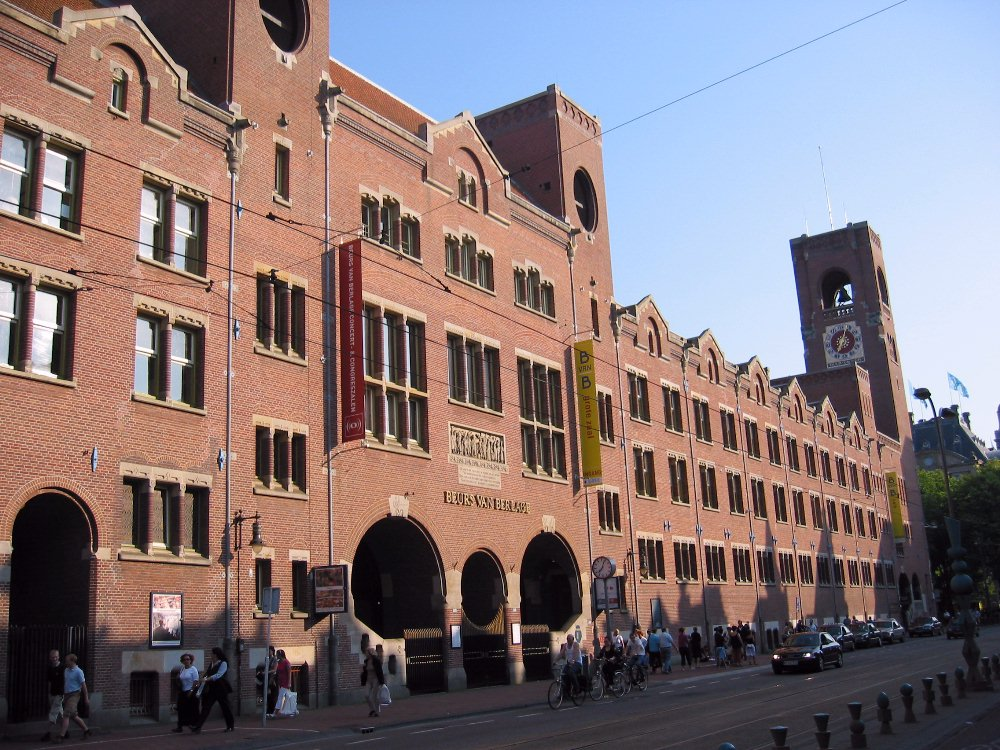
Prospetto laterale

L'architetto adotta tre diversi stili per completare sui lati lunghi della costruzione e sui due lati corti.
Il prospetto principale, quello sul lato della piazza, ha chiari riferimenti alle radici della cultura olandese. Non a caso, trovandosi nelle immediate vicinanze della cattedrale cittadina, la facciata in muratura e mattoni ricalca perfettamente quella di una chiesa in cui appaiono dei chiari richiami all'architettura tradizionale come l'alta torre che svetta sul lato sinistro, l'ampio finestrone vetrato, rimembranza evidente del rosone, e una serie di arcate che sottolineano l'entrata a livello strada. Dal punto di vista decorativo la parete è però del tutto liscia e, mentre le sculture che costituiscono uno scarno apparato vengono inserite completamente all'interno della muratura, al mattone sono talvolta addizionati degli inserti di pietra chiara.
La facciata opposta, quella sul canale oltre il quale è presente la nuova moderna stazione denota invece elementi di grande contemporaneità come le grandi vetrate che, chiuse da ampie finestrature a ferro e vetro insieme ad un'ampia copertura, anch'essa in ferro e lasciata completamente a vista secondo i principi dettati da Viollet-le-Duc, accostati all'uso di principi costruttivi razionali e ad una sintassi architettonica tradizionale.
I due lati lunghi invece assimilano la sintassi architettonica propria del palazzo rinascimentale con l'aggiunta di grandi aperture completamente vetrate. Sui prospetti laterali, gli archi individuano delle entrate di servizio per poter accedere direttamente alla fascia mediana di servizi.

### L'interno
La più grande delle tre borse è scandita da tre ordini di arcate che corrono lungo i lati lunghi dell'ambiente (ad eccezione della seconda che corre anche in controfacciata) e sono unite da un ordine gigante che, assimilabile ad un pilastro, arriva fino all'imposta dell'arcata del terz'ordine e sorregge una copertura completamente metallica scandita da archi parabolici, che sorregge a sua volta una copertura interamente vetrata e si imposta, come i sostegni degli ordini inferiori, su degli elementi di pietra chiara che entrano in forte contrasto cromatico con il laterizio (che costituisce il paramento principale di tutta la sala).